# Eragrostis obtusiflora
Eragrostis obtusiflora là một loài thực vật có hoa trong họ Hòa thảo. Loài này được (E.Fourn.) Scribn. mô tả khoa học đầu tiên năm 1897.